# Khairallah Talfah
Khairallah Talfah (خير الله طلفاح)  foi um dos chefes do Partido Baath iraquiano. Foi o tio materno e o sogro de Saddam Hussein. Sua filha Sajida Talfah foi a primeira esposa de Saddam e, seu filho, Adnan Khairallah, foi ministro da Defesa.
Ele foi um dos apoiadores do golpe de 1941 e foi preso após a intervenção britânica que restaurou a monarquia.
Saddam fez Khairallah Talfah prefeito de Bagdá, mas foi obrigado a removê-lo após caso de corrupção envolvendo Talfah.[carece de fontes?]

## Laços familiares
Tinha fortes vínculos familiares com as mais elevadas figuras de poder no Iraque:
- Ele era cunhado do presidente Ahmed Hassan al-Bakr (Al-Bakr foi casado com a irmã de Talfah).
- Sua filha se casou com Ilham Haytham (filho mais velho de Al-Bakr), apenas para se divorciar quando Al-Bakr perdeu poder para Saddam Hussein, e em seguida, se casar com Watban Ibrahim al-Tikriti (meio-irmão de Saddam).
- Ele era tio de Saddam Hussein (a mãe de Saddam era sua irmã).
- Ele era sogro de Saddam (Saddam Hussein foi casado com a sua filha, Sajida)